# Erol Iba
Erol Iba (ur. 6 sierpnia 1979 w Jayapurze) – piłkarz indonezyjski grający na pozycji obrońcy.

## Kariera klubowa
Karierę piłkarską Iba rozpoczął w juniorach Diklatu Papua, a następnie grał też w juniorach Diklatu Ragunan. W 1996 roku przeszedł do Persipury Jayapura. W jej barwach zadebiutował w indonezyjskiej pierwszej lidze. Grał w niej do połowy 1998 roku i wtedy też odszedł do Semenu Padang. Na początku 2003 roku został piłkarzem PSPS Pekanbaru, a w 2004 roku – Aremy Malang. W 2007 roku grał w Persiku Kediri, a w sezonie 2008/2009 – w Pelicie Jaya. Z kolei w połowie 2009 roku wrócił do Persipury Jayapura. Następnie grał w takich klubach jak: Persebaya Surabaya, Persegres Gresik United i Sriwijaya FC. W 2015 przeszedł do Persepam Madura United.

## Kariera reprezentacyjna
W reprezentacji Indonezji Iba zadebiutował w 2006 roku. W 2007 roku został powołany przez selekcjonera Iwana Kolewa do kadry na Puchar Azji 2007. Na tym turnieju rozegrał jedno spotkanie, z Koreą Południową (0:1).